# Système d'alimentation autonome

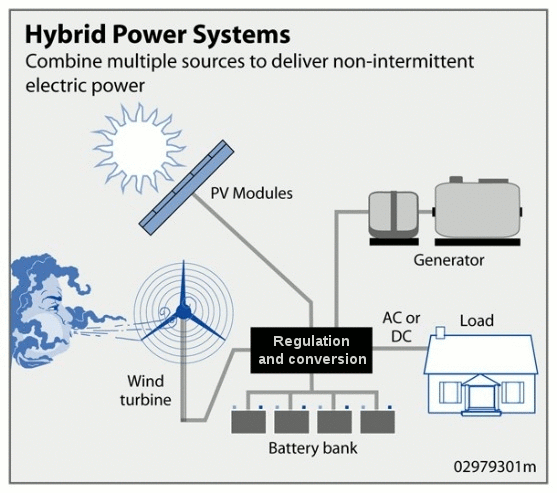
Schéma d'un système hybride

Un système d'alimentation autonome (SAA, ou (en) SAP), ou plus précisément un système d'alimentation électrique autonome également connu sous le nom d'alimentation électrique en zone éloignée, est un système électrique hors réseau pour les emplacements dépourvus de réseau de distribution d'électricité. Les SAA typiques incluent une ou plusieurs méthodes de production d'électricité, de stockage d'énergie et de régulation.
L'électricité est habituellement produite par un ou plusieurs des moyens :
- Système photovoltaïque utilisant des panneaux solaires
- Éolienne
- Source géothermique
- Micro-chaleur et électricité combinées
- Micro hydro
- Groupe électrogène diesel ou biocarburant
- Générateur thermoélectrique (TEG)

Le stockage d'énergie se présente généralement sous la forme d'un banc de batteries, mais d'autres solutions existent, comme les piles à combustible. L'énergie tirée directement de batteries est sous la forme de courant continu à très basse tension (DC ELV), et utilisée en particulier pour l'éclairage et d'autres appareils requérant le courant continu. Un onduleur se révèle utile pour générer une basse tension AC, pour les appareils plus communs.

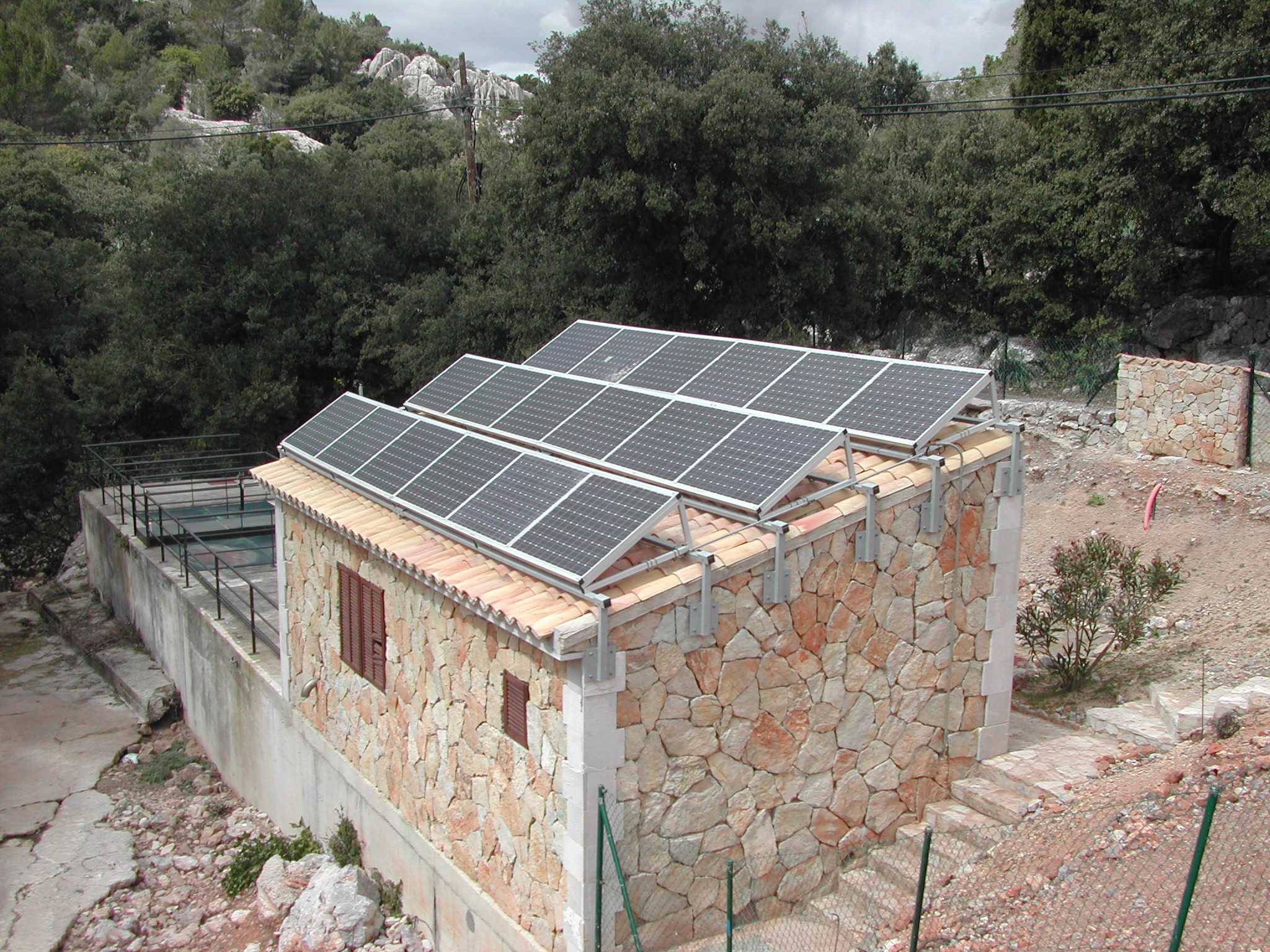
Un système solaire photovoltaïque autonome typique dans une usine de traitement des eaux usées à Santuari de Lluc, Espagne.

Les systèmes d'alimentation photovoltaïque autonomes — indépendants du réseau électrique — peuvent être composés de panneaux uniquement solaires ou en conjonction avec un générateur diesel, une éolienne ou des batteries,.

## Les types
Les systèmes d'alimentation photovoltaïques autonomes comprennent le système à couplage direct sans batteries et le système autonome avec batteries.

### Système à couplage direct
Le principe d'un système à couplage direct revient à connecter un panneau solaire directement à une charge en courant continu. Comme il n'y a pas de stockage d'énergie dans cette configuration, l'électricité alimente des appareils courants tels que des ventilateurs, des pompes, etc. uniquement pendant la journée. Les maximum power point trackers sont généralement utilisés pour utiliser efficacement l'énergie du soleil, en particulier pour les charges électriques telles que les pompes à eau à déplacement positif. L'adaptation d'impédance est également considérée comme un critère de conception dans les systèmes à couplage direct.

### Système autonome avec batteries

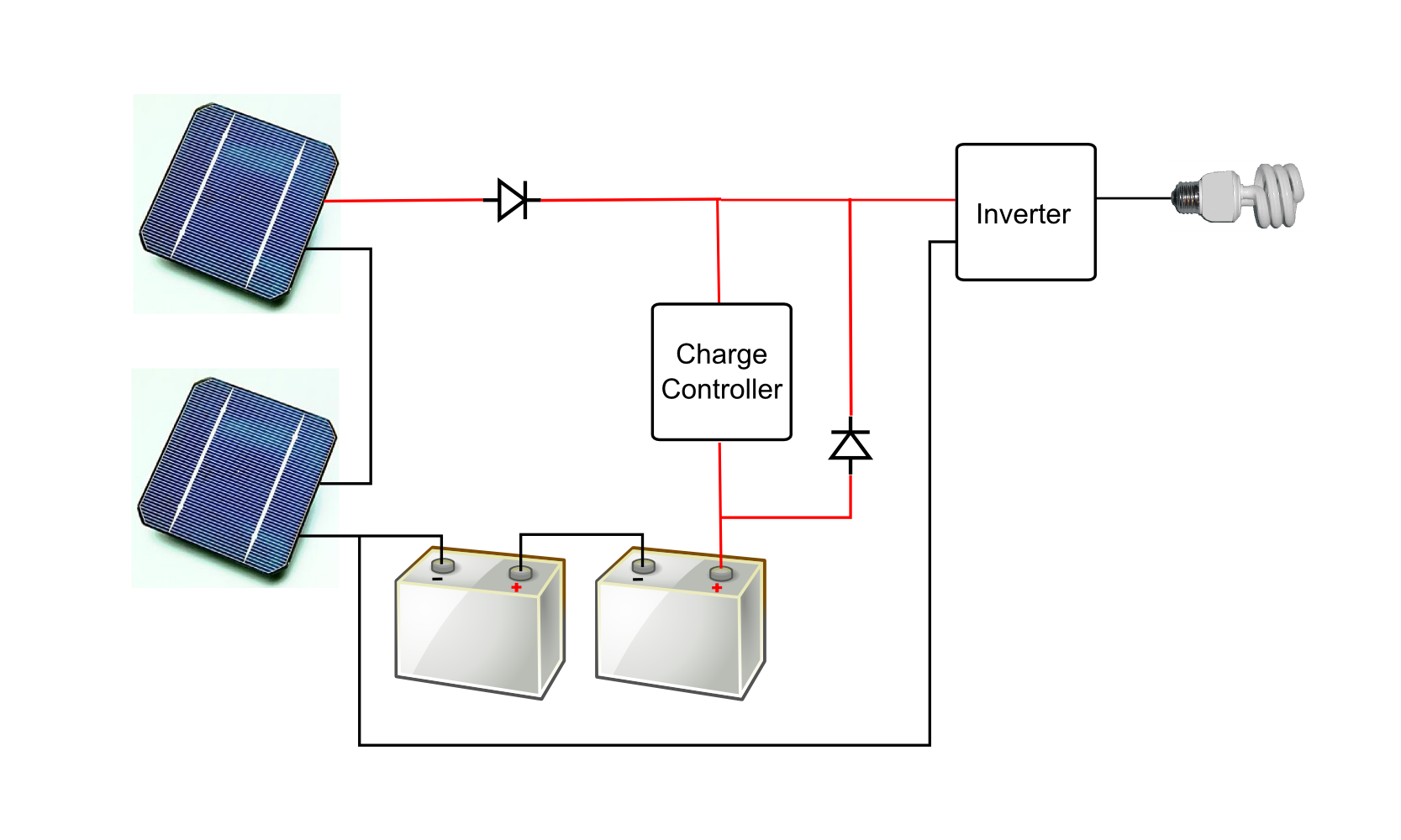
Schéma d'un système PV autonome avec batterie et chargeur

Dans les systèmes photovoltaïques autonomes, l'énergie électrique produite par les panneaux photovoltaïques ne correspond forcément à la demande de charge et celle-ci n'est pas toujours égale à la capacité du panneau solaire. Des bancs de batteries sont souvent utilisés pour pouvoir temporiser la production. Les principales fonctions d'une batterie de stockage dans un système PV (photo-voltaïque) autonome sont :
- Capacité de stockage d'énergie et autonomie : stocker de l'énergie lorsqu'il y a un excédent disponible et la fournir en cas de besoin.
- Stabilisation de la tension et du courant : pour fournir un courant et une tension stables en éliminant les transitoires.
- Courants de surtension d'alimentation : pour fournir des courants de surtension à des charges telles que des moteurs, le cas échéant[3].

## Système hybride
Une centrale hybride est un système complet d'alimentation électrique qui peut être facilement configuré pour répondre à un large éventail de besoins en énergie à distance. Le système comporte trois composants de base : la source d'énergie, la batterie et le centre de gestion de l'énergie. Les sources d'énergie hybrides peuvent inclure les éoliennes, les générateurs électriques à carburants divers, les générateurs thermoélectriques et les systèmes solaires photovoltaïques. Utiliser des batteries permet un fonctionnement autonome en comblant la différence entre la production et l'utilisation de l'énergie. Le centre de gestion de l'énergie régule la production d'énergie de chaque source, contrôle la consommation d'énergie en classant les charges et protège la batterie des conditions extrêmes,.

## Surveillance du système
La surveillance des systèmes photovoltaïques peut fournir des informations utiles sur leur fonctionnement et sur l'amélioration potentielle des performances, mais si les données ne sont pas rapportées correctement, l'effort est vain. Pour être utile, un rapport de surveillance doit fournir des informations sur les aspects pertinents du fonctionnement dans des termes facilement compréhensibles par une tierce partie. Des paramètres de performance appropriés doivent être sélectionnés et leurs valeurs doivent être systématiquement mises à jour à chaque nouvelle édition du rapport. Dans certains cas, il peut être avantageux de surveiller les performances de composants individuels afin d'affiner et d'améliorer les performances du système, ou d'être alerté à temps d'une perte de performance pour une action préventive. Par exemple, le suivi des profils de charge/décharge des batteries permet de signaler qu'il est temps de les remplacer avant que le système ne tombe en panne.

### Norme CEI 61724
La CEI a fourni un ensemble de normes de surveillance appelé « Surveillance des qualités de fonctionnement des systèmes photovoltaïques » (CEI 61724). Elle se concentre sur la performance électrique du système photovoltaïque et ne traite pas des systèmes hybrides, ni ne prescrit une méthode pour garantir que les évaluations de performance sont équitables.

## Évaluation de la performance
L'évaluation des performances implique :
- La collecte de données, qui est un processus simple de mesure des paramètres.
- L'évaluation de ces données d'une manière qui fournit des informations utiles.
- La diffusion des informations utiles à l'utilisateur final[6].

## Problèmes liés à la charge

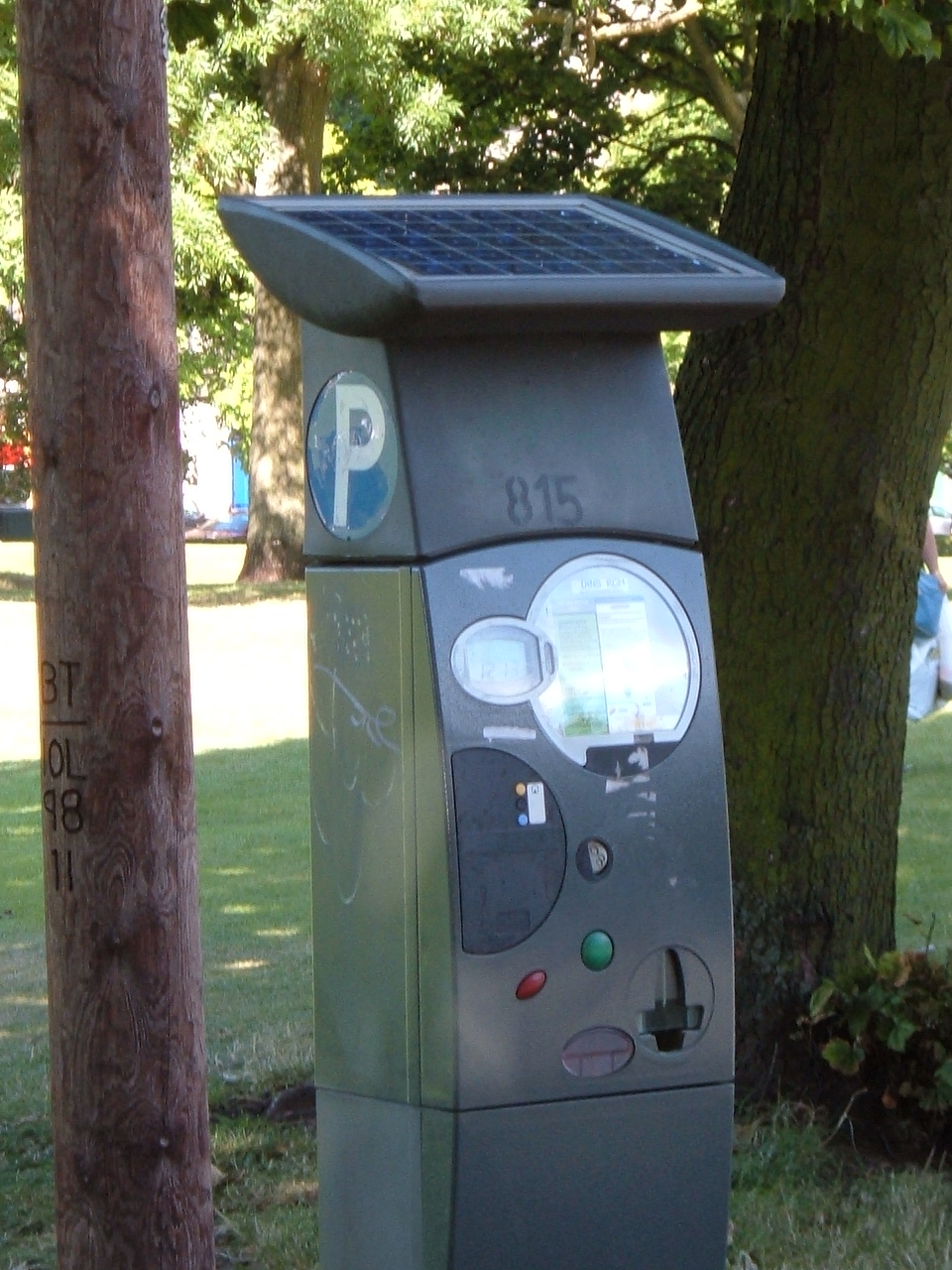
Horodateur solaire à Édimbourg

Les problèmes variés identifiés liés à la charge sont classés dans les types suivants :
- Mauvaise sélection : certaines charges ne peuvent pas être utilisées avec des systèmes PV autonomes.
- Câblage domestique : un câblage et des dispositifs de protection inadéquats ou de mauvaise qualité peuvent affecter la réponse du système.
- Faible efficacité : les charges à faible efficacité peuvent augmenter la consommation d'énergie.
- Charges en veille : le mode veille de certaines charges gaspille de l'énergie.
- Démarrage : courant élevé consommé par certaines charges lors du démarrage Les pointes de courant lors du démarrage peuvent surcharger temporairement le système.
- Puissance réactive : le courant circulant peut être différent du courant consommé lorsque des charges capacitives ou inductives sont utilisées.
- Distorsion harmonique : les charges non linéaires peuvent créer une distorsion de la forme d'onde de l'onduleur.
- Inadéquation entre la charge et la taille de l'onduleur : lorsqu'un onduleur de puissance nominale supérieure est utilisé pour une charge de capacité inférieure, l'efficacité globale est réduite[9].